# Thomas Sunder
Thomas Sunder (* 28. Oktober 1957 in Langen) ist ein deutscher Jurist. Er war von November 2010 bis Oktober 2020 Richter am Bundesgerichtshof.

## Leben und Wirken
Sunder trat nach Abschluss seiner juristischen Ausbildung 1987 in den Justizdienst des Landes Hessen ein und war zunächst beim Amtsgericht Hanau und beim Landgericht Frankfurt am Main eingesetzt. 1990 wurde er zum Richter am Landgericht in Frankfurt am Main ernannt. 1995 war er neun Monate an das Oberlandesgericht Frankfurt am Main abgeordnet. 1997 erfolgte seine Ernennung zum Vorsitzenden Richter am Landgericht in Frankfurt am Main. 2001 wurde er zum Richter am Oberlandesgericht in Frankfurt am Main ernannt. 
Sunder war dem für das Gesellschaftsrecht zuständigen II. Zivilsenat, von Februar 2017 bis August 2019 auch zugleich dem Kartellsenat zugewiesen.